# Xã Rich Grove, Quận Pulaski, Indiana
Xã Rich Grove (tiếng Anh: Rich Grove Township) là một xã thuộc quận Pulaski, tiểu bang Indiana, Hoa Kỳ. Năm 2010, dân số của xã này là 921 người.